# Панонгна
Панонгна — река в Иркутской области и Красноярском крае России, левый приток Нижней Тунгуски. Длина реки — 170 км (от истока Хона — 214 км). Площадь водосборного бассейна — 4060 км².
Исток реки находится в Эвенкийском районе Красноярского края на Среднесибирском плоскогорье, на высоте более 282 м над уровнем моря. Преимущественно течёт в северо-восточном направлении по холмистой тайге с преобладанием берёзы и лиственницы. После пересечения границы с Иркутской областью принимает свой крупнейший приток, реку Хон. Русло реки активно меандрирует, берега участками заболочены. В нижнем течении встречается большое число пойменных озёр и стариц. Впадает в Нижнюю Тунгуску по левому берегу на отметке 207 м над уровнем моря, выше впадения Илимпеи, в 1449 км от устья Нижней Тунгуски. Ширина в низовьях — 45 м при глубине 1,3 м; скорость течения перед устьем составляет 0,4 м/с. 

## Основные притоки
Указаны поименованные притоки длиной 30 км и более
| Название  | Расстояние от устья | Длина | Положение |
| --------- | ------------------- | ----- | --------- |
| Гуткогно  | 67                  | 57    | правый    |
| Хекили    | 71                  | 90    | правый    |
| Хон       | 109                 | 105   | левый     |
| Граничный | 134                 | 30    | левый     |

## Данные водного реестра
По данным государственного водного реестра России и геоинформационной системы водохозяйственного районирования территории РФ, подготовленной Федеральным агентством водных ресурсов:
- Бассейновый округ — Енисейский
- Речной бассейн — Енисей
- Речной подбассейн — Нижняя Тунгуска
- Водохозяйственный участок — Нижняя Тунгуска от истока до водомерного поста посёлка Кислокан
- Код водного объекта — 17010700112116100068562